# Перрутенат натрия
Перрутенат натрия — неорганическое соединение, 
соль металла натрия и несуществующей рутениевой кислоты
с формулой NaRuO4,
чёрные кристаллы,
слабо растворяется в воде,
образует кристаллогидрат.

## Получение
- Окисление хлором раствора рутената натрия [1]:

{\displaystyle {\mathsf {2Na_{2}RuO_{4}+Cl_{2}\ {\xrightarrow {}}\ 2NaRuO_{4}+2NaCl}}}
- Окисление рутения гипохлоритом натрия:

{\displaystyle {\mathsf {2Ru+7NaClO+H_{2}O\ {\xrightarrow {}}\ 2NaRuO_{4}+5NaCl+2HCl}}}

## Физические свойства
Перрутенат натрия образует чёрные тетрагональные кристаллы.
Слабо растворяется в воде (лучше, чем перрутенат калия).
Образует кристаллогидрат состава NaRuO4•H2O.

## Химические свойства
- Разлагается при нагревании:

{\displaystyle {\mathsf {2NaRuO_{4}\ {\xrightarrow {440^{o}C}}\ Na_{2}RuO_{4}+RuO_{2}+O_{2}\uparrow }}}